# El Fortín, Veracruz
El Fortín är en ort i Mexiko.   Den ligger i kommunen Atzalan och delstaten Veracruz, i den sydöstra delen av landet, 220 km öster om huvudstaden Mexico City. El Fortín ligger 439 meter över havet och antalet invånare är 298.
Terrängen runt El Fortín är lite bergig, och sluttar norrut. Runt El Fortín är det ganska tätbefolkat, med 100 invånare per kvadratkilometer. Närmaste större samhälle är Martínez de la Torre, 17,2 km norr om El Fortín. I omgivningarna runt El Fortín växer i huvudsak städsegrön lövskog.